# Afrothismia fungiformis
Espèce
Afrothismia fungiformis est une espèce de plantes de la famille des Burmanniaceae et du genre Afrothismia, endémique du Cameroun. 

## Description
C'est une petite herbe rhyzomateuse de type myco-hétérotrophique, mesurant de 2 à 17 cm de long. Sa tige est de couleur brun pâle, et sa partie située au-dessus du sol est de 0,8 à 3 cm, pour un diamètre comprit entre 0,5 et 12 mm. La culture dans le sol peut atteindre une profondeur comprise entre 15 et 20 cm.

## Distribution
Endémique du Cameroun, c'est une espèce très rare, observée seulement dans la région du Sud-Ouest, au mont Koupé, au-dessus du village de Mbulle, à 10 km de Tombel, à une altitude de 966 m.